# Redemptoristenklooster (Wittem)
Het redemptoristenklooster Wittem, ook wel Klooster Wittem, is een klooster in het Zuid-Limburgse dorp Wittem. Het klooster staat onder meer bekend als bedevaartsoord van de heilige Gerardus Majella. Het klooster en de kloosterkerk, schuin tegenover kasteel Wittem gelegen, zijn beide rijksmonumenten. Sinds 2005 is het klooster de zetel van een provincie van de congregatie der Redemptoristen, een provincie die Nederland, Vlaanderen en een deel van Duitsland en Zwitserland omvat.

## Geschiedenis
Het klooster in Wittem werd tussen 1729 en 1733 gebouwd naar een ontwerp van de Westfaalse bouwmeester Johann Conrad Schlaun, in opdracht van graaf Ferdinand van Plettenberg, die de heerlijkheid Wittem in 1722 had verworven. Beiden waren afkomstig uit de omgeving van Münster en dat was te zien aan het barokke uiterlijk van de kloosterkerk (waarvan onder andere de ui-vormige torenspits nog getuigt). In dezelfde periode werd door Schlaun ook de Sint-Agathakerk van Eys ontworpen. Schlaun maakte alleen het hoofdontwerp van beide bouwwerken; de uitvoering was in handen van de nog jonge Johann Joseph Couven uit Aken. In 1733 werd het klooster betrokken door kapucijnen uit het keurvorstendom Keulen, die hier tot aan de Franse Revolutie hebben gewoond. De paters kapucijnen propageerden in Wittem de verering van de heilige Antonius van Padua.

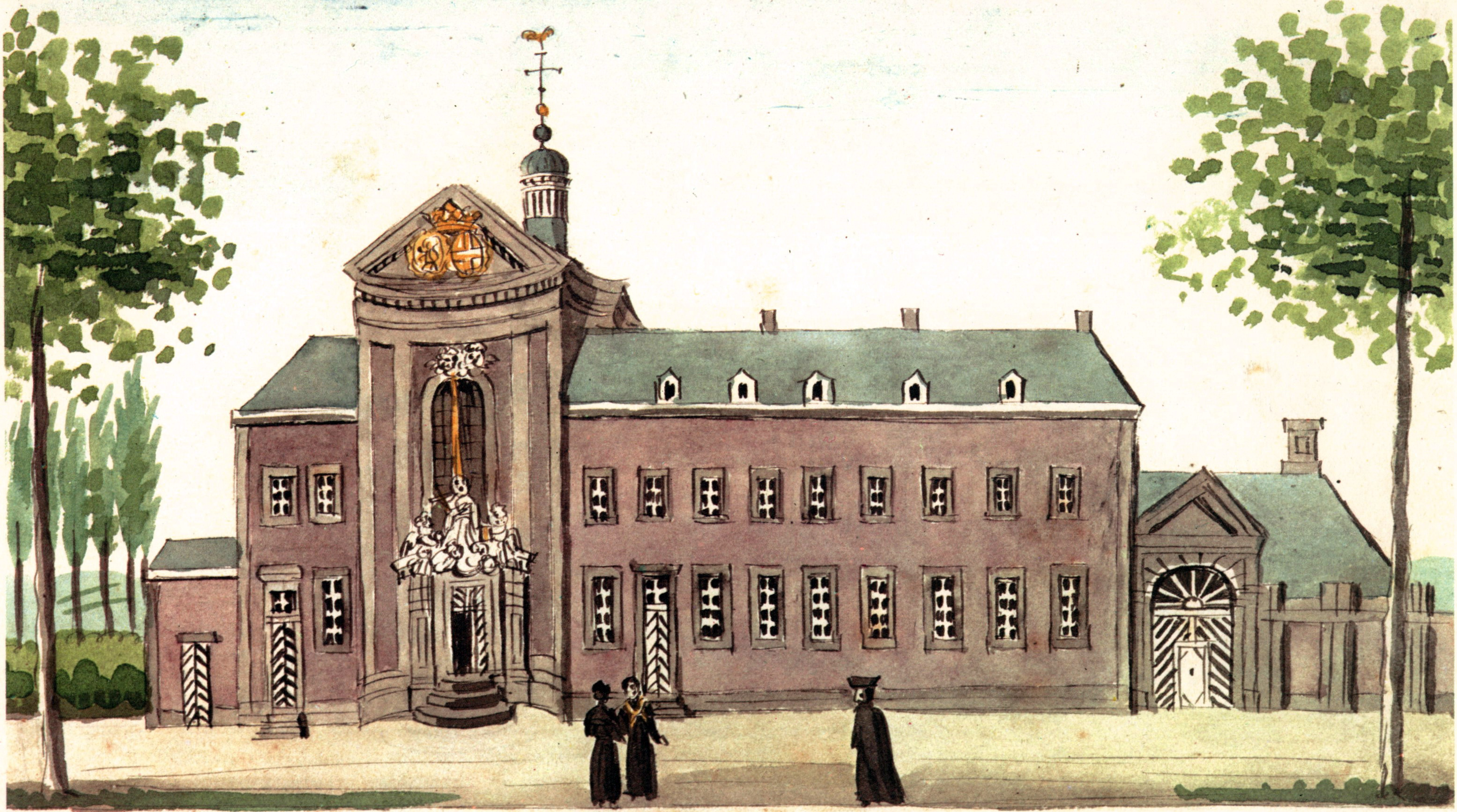
Het klooster omstreeks 1850

Na deze periode kwam het klooster tientallen jaren leeg te staan, tot in 1835 de redemptoristen de beschikking kregen over de gebouwen. Het klooster werd ingericht als grootseminarie, een instelling waar aanstaande priesters werden opgeleid. Vanwege de sterke toename van het aantal studenten werd in 1891 een nieuw en groter klooster gebouwd, waarvoor grote delen van het oude gebouw gesloopt werden. Van het oorspronkelijke klooster zijn slechts delen van de barokke kloosterkerk en een gebouwtje naast de Gerarduskapel bewaard gebleven. Het huidige klooster is een ontwerp van architect Johannes Kayser. De plechtige inwijding van het nieuwe klooster vond plaats in 1894.
In 1904-1905 bouwden de broeders van het klooster het ontspannings-gebouw Emmaus.
Nadat het grootseminarie in 1938 een recordaantal studenten bereikte, werd besloten tot de bouw van een extra vleugel naar ontwerp van Jos Wielders. In de jaren daarna nam het aantal studenten sterk af. Een aantal studiehuizen van religieuze orden en congregaties, waaronder die van Wittem, begon een samenwerkingsverband, waarvoor in Heerlen de Hogeschool voor Theologie en Pastoraat werd opgericht. Dit betekende in 1968 de sluiting van het grootseminarie.
Op 1 augustus 2005 vormden de Nederlandse provincie van de redemptoristen tezamen met de Keulse, Vlaamse en Zwitserse provincie de nieuwe provincie Sint-Clemens, genoemd naar de heilige Clemens Maria Hofbauer. Het klooster te Wittem vormt de zetel van deze nieuwe provincie.
In 2018 werd bekend dat een gedeelte van het kloostercomplex verkocht zou gaan worden omdat de Redemptoristen niet meer in staat zijn om de kosten voor het gebouw op te brengen. In 2020 bewoonden nog slechts drie paters het klooster. Een zelfstandige tuinman onderhield de tuin. In 2020 ging een groot gedeelte van het complex over in handen van een investeringsmaatschappij. De grote Gerarduskapel aan de noordwestzijde van het complex vormt nu het hart van de pastorale activiteiten van Klooster Wittem en werd daartoe aan de dienst onttrokken en opgedeeld ten dienste van de boekwinkel en een algemene bezinningsruimte, de Scala genoemd. De diensten vinden nu weer plaats in de oude kerk. 

## Bedevaartsoord
De heilige Gerardus Majella werd in 1893 door paus Leo XIII zalig verklaard en wordt sindsdien in Wittem vereerd. Deze verering maakte Wittem vanaf de jaren 1920 tot een belangrijk bedevaartsoord. In 1961–62 werd aan de noordkant de Gerarduskapel gebouwd. In het klooster vinden dagelijks misvieringen plaats, terwijl er ook congressen en andere evenementen voor groepen worden georganiseerd. Jaarlijks wordt het klooster, met name in de periode tussen mei en oktober, door duizenden mensen bezocht, uit heel Nederland alsmede het Belgische en Duitse grensgebied. Naast de kapel van Gerardus Majella (nu omgebouwd tot de bezinningsruimte Scala) wordt ook de zgn Ronde Kapel met een icoon van Onze Lieve Vrouw van Altijddurende Bijstand veel bezocht.

## Overige activiteiten
Het klooster heeft een boekwinkel, er worden concerten gegeven en men kan er overnachten. Men geeft een scheurkalender uit (de Gerarduskalender) en een magazine dat acht keer per jaar verschijnt (de Gerardus). De Gulpener Bierbrouwerij brouwt twee bieren voor het klooster, een blond en een dubbel.

## Beschrijving

### Exterieur klooster
Het halfvrijstaande kloostercomplex te Wittem heeft een rechthoekige plattegrond en telt vier bouwlagen plus een zolderverdieping. Het omvat naast het eigenlijke klooster onder meer een kerk, enkele kapellen, een grafkelder, de bekende monumentale kloosterbibliotheek en een religieuze boekhandel.

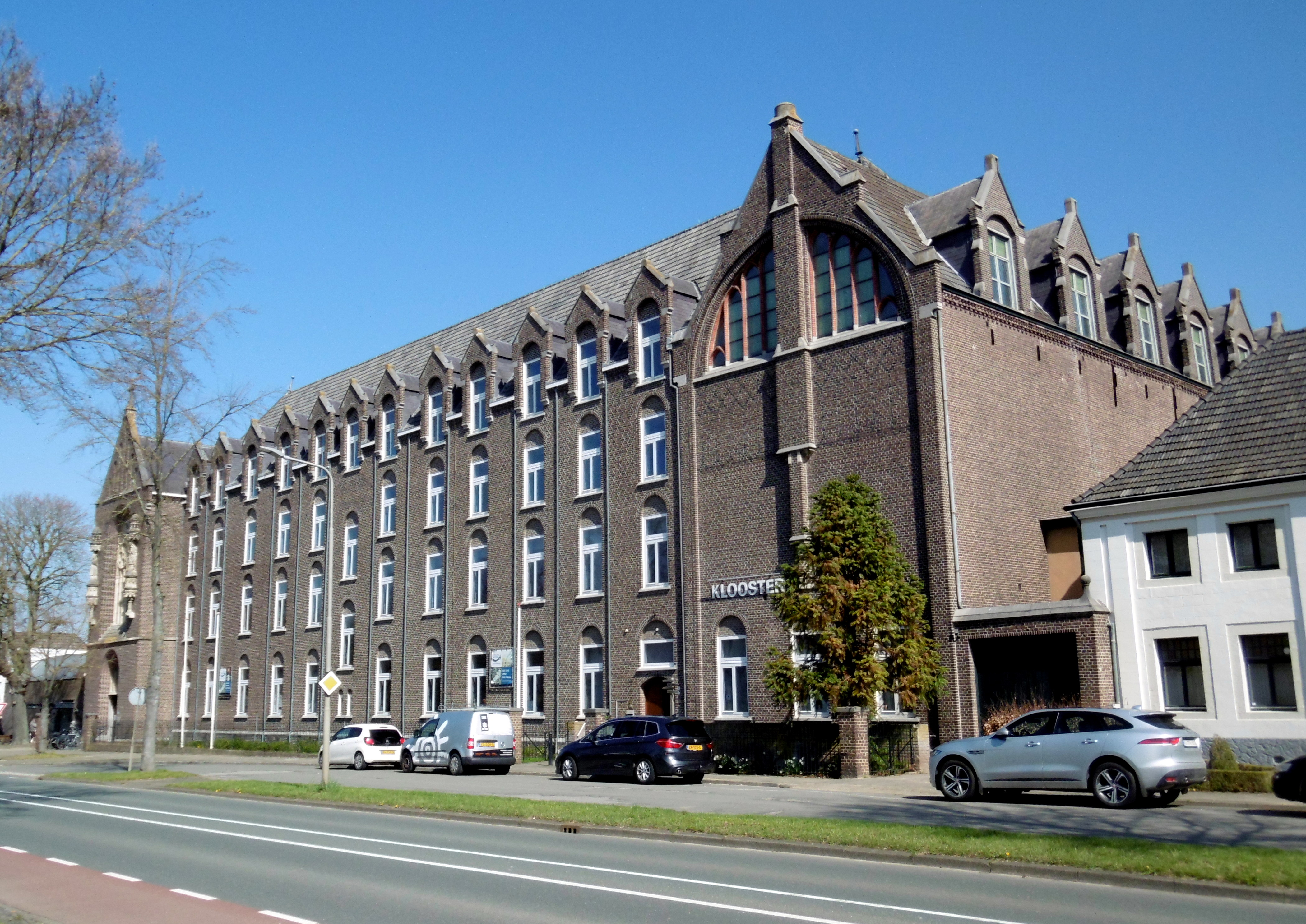
Overzicht klooster, straatzijde
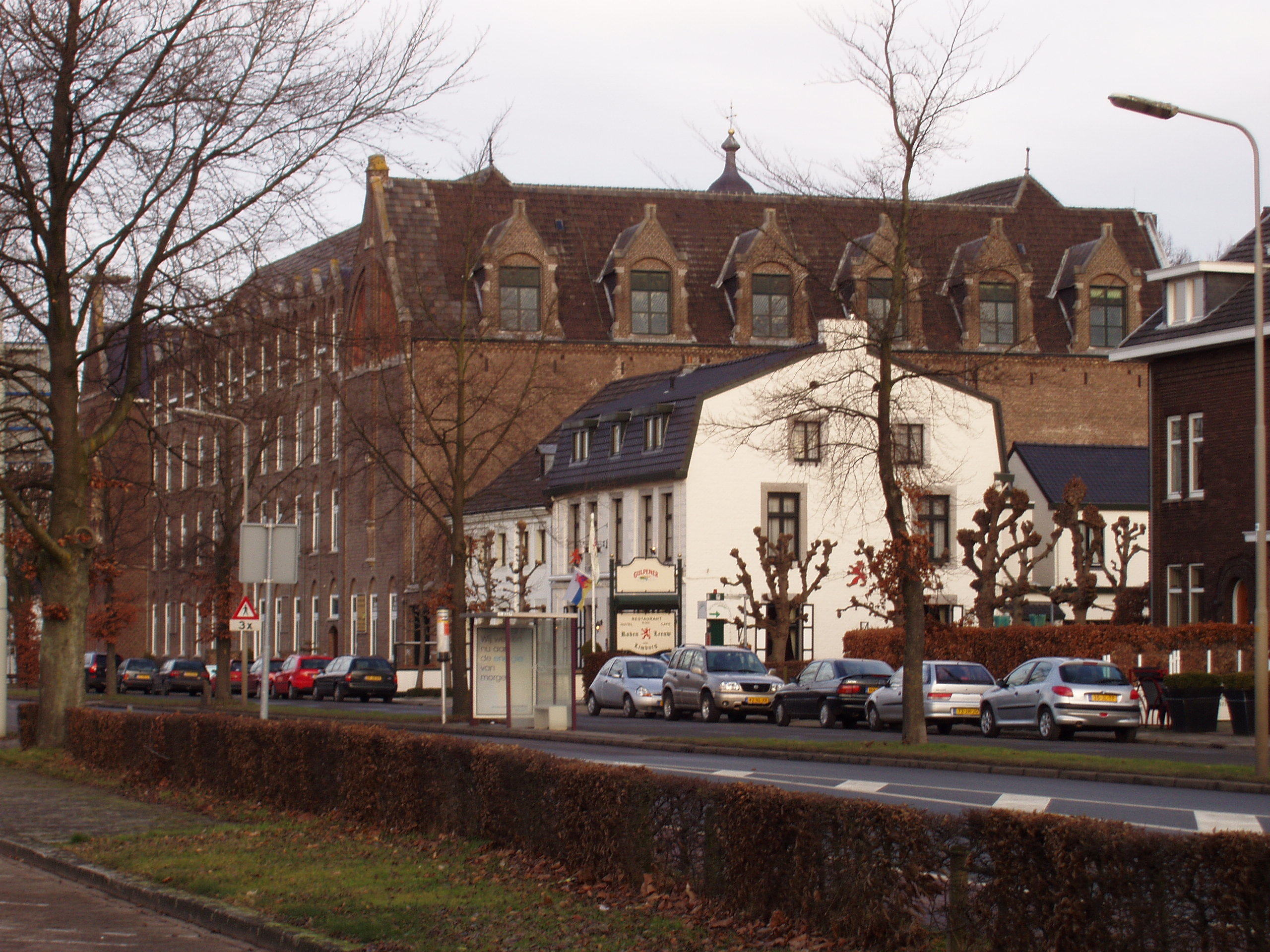
Zijgevel, straatzijde
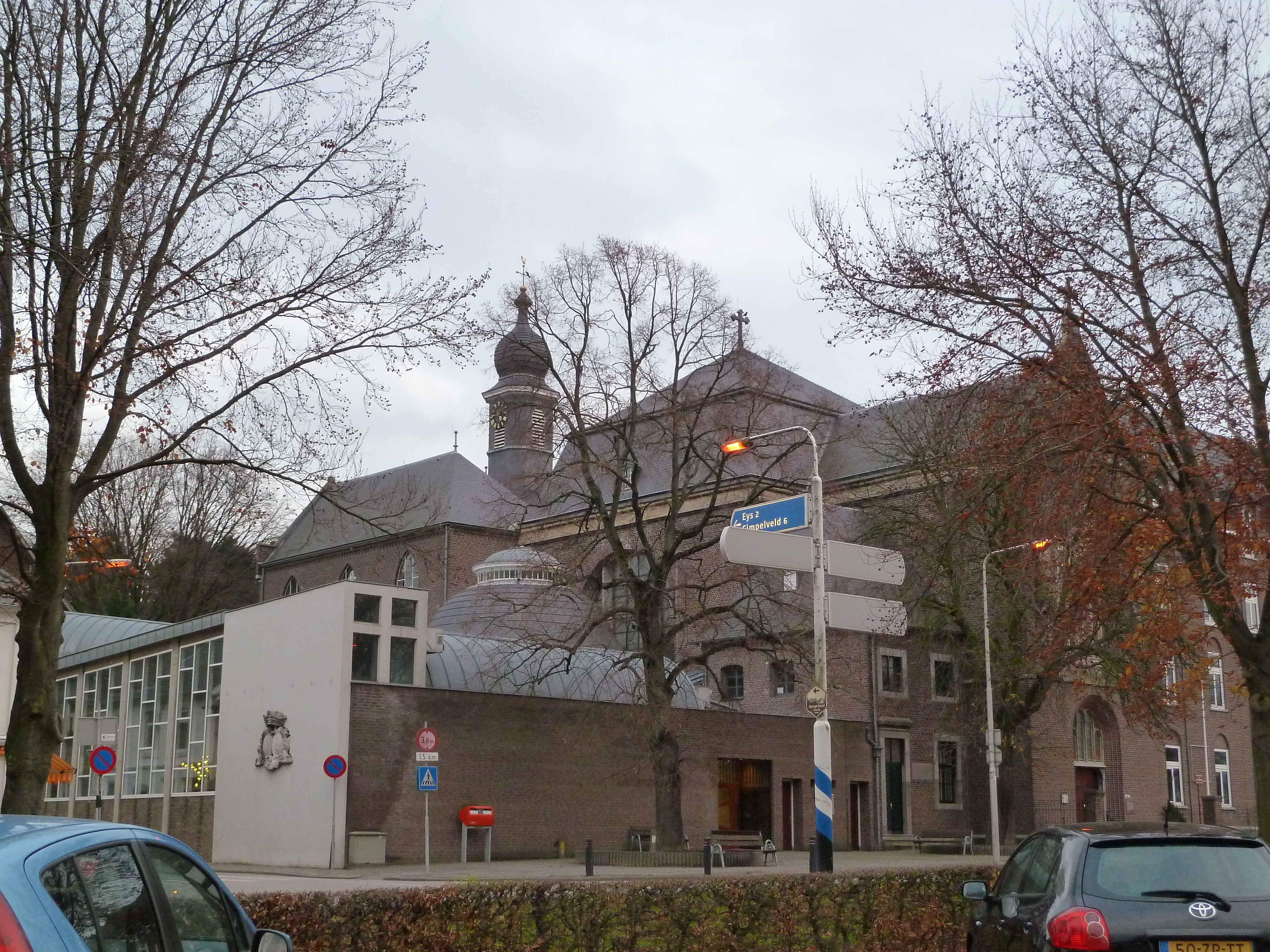
Gerarduskapel
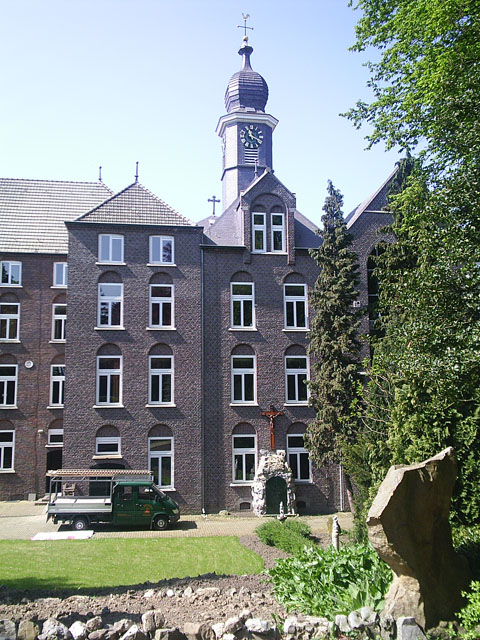
Tuinzijde

### Kloostertuin
Aan het kloostercomplex grenst een kloostertuin met forse boomgroepen en heesters, vijvers, een rotstuin en typisch katholieke devotionalia, zoals kruisbeelden, Maria- en heiligenbeelden. Van het oorspronkelijke ontwerp resteren een unieke, deels 18e-eeuwse rechthoekige kweekkas, een glazen stal, een goed bewaarde laat-19e-eeuwse pomp boven de beek achter het klooster, en een vervallen 'openluchtkerk' (een overdekt podium met rijen betonnen blokken, wellicht bedoeld als steunen voor zitbanken).

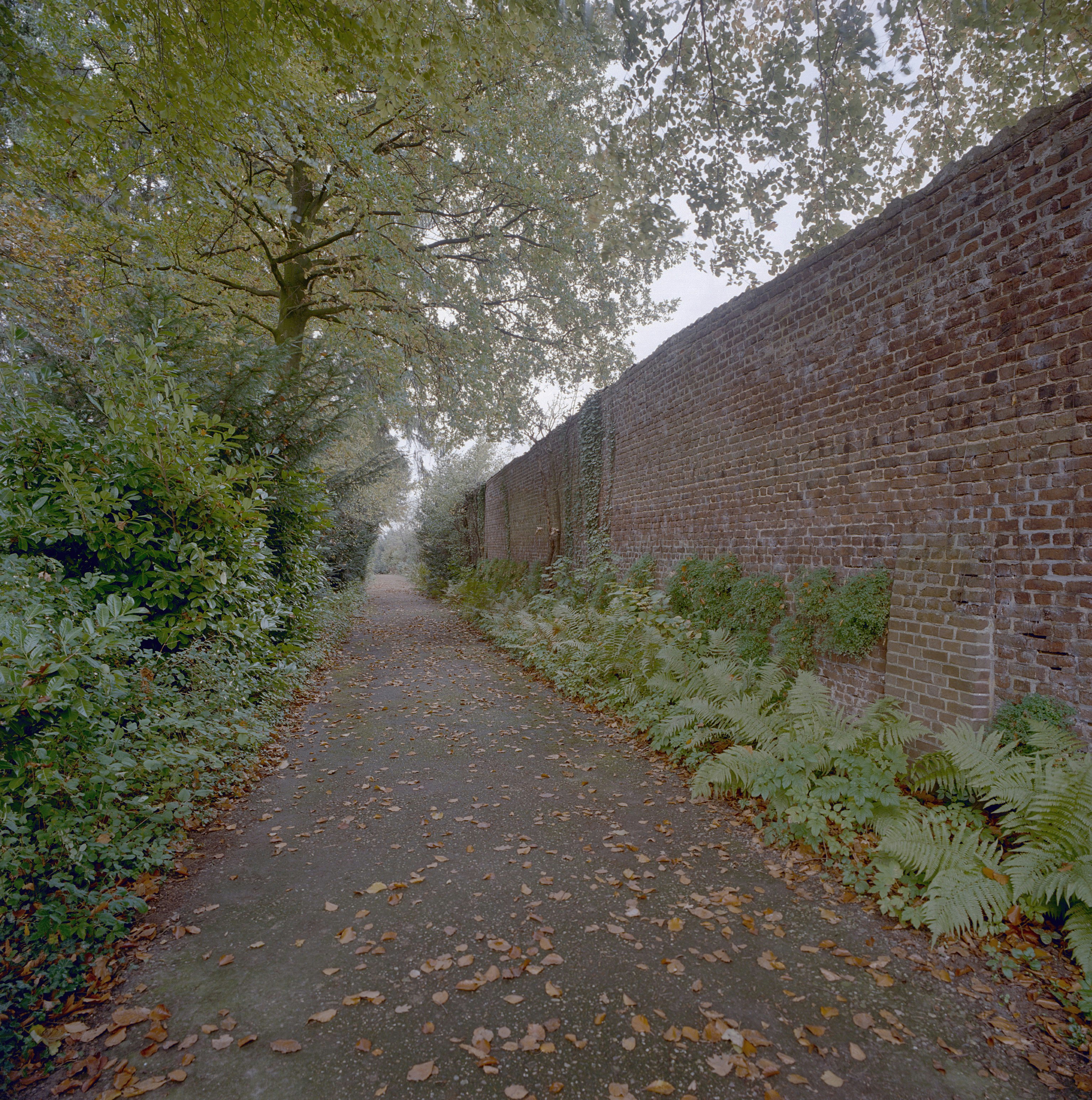
Bakstenen tuinmuur
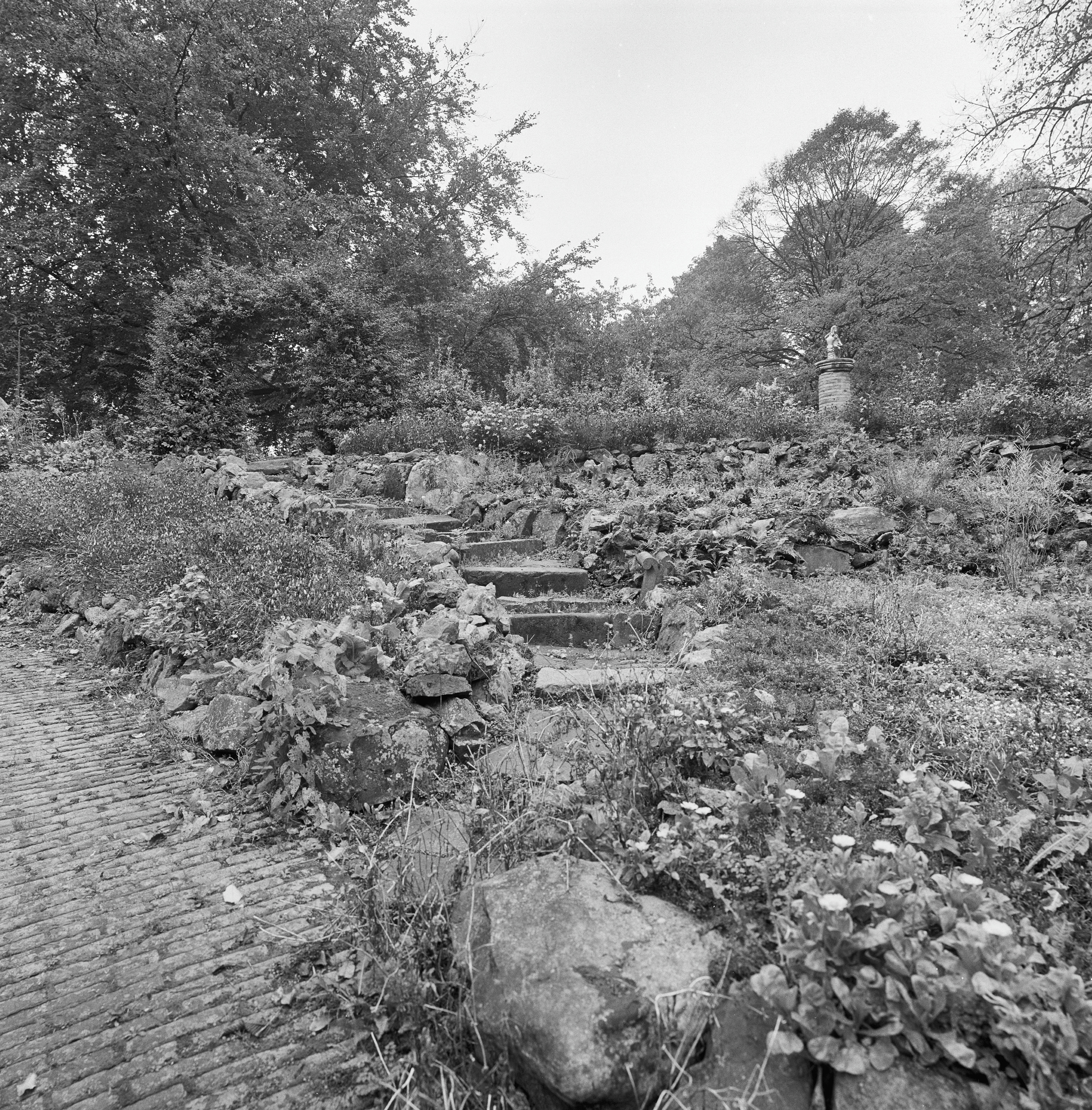
Rotstuin
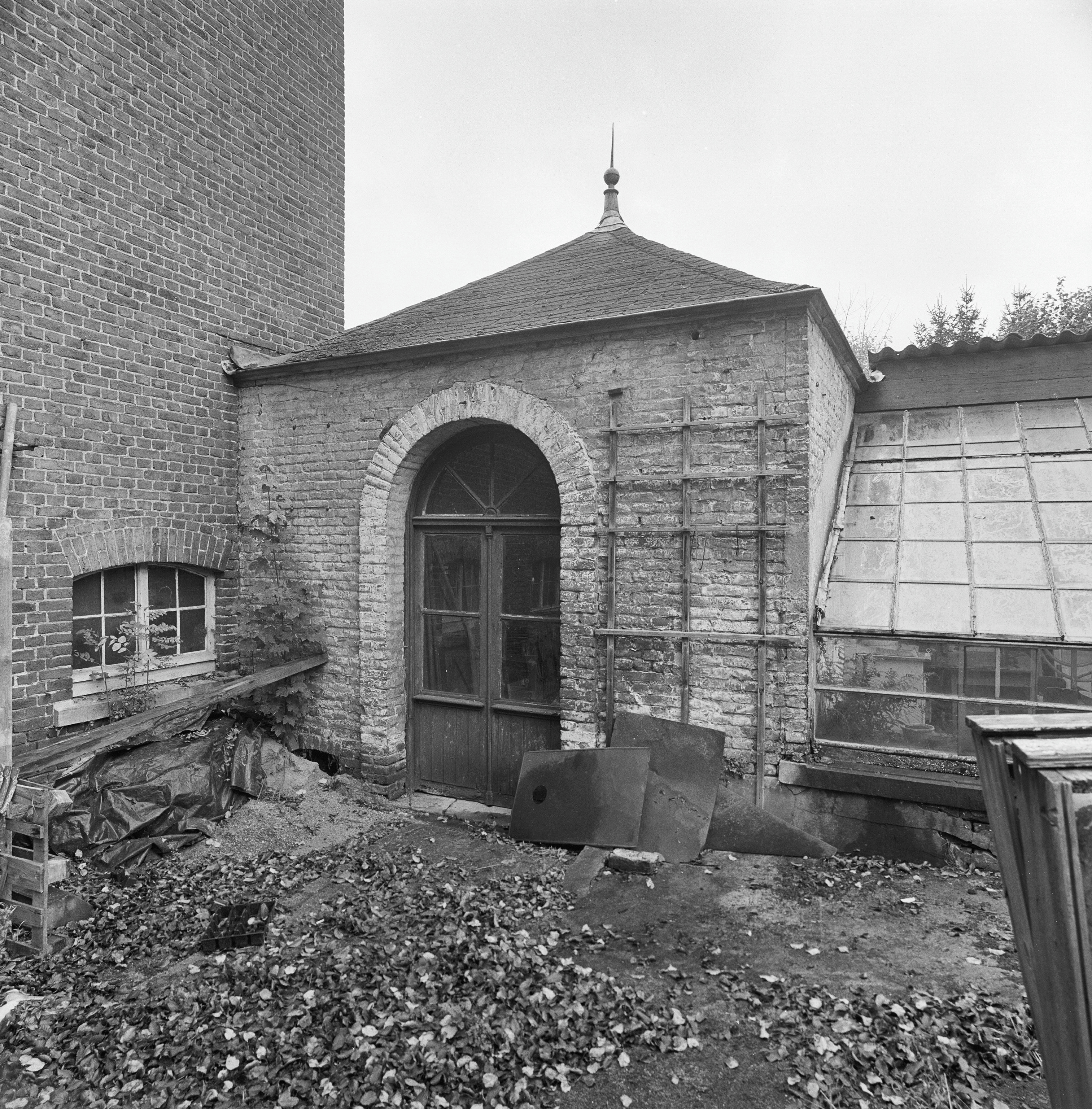
Oudste deel kassen
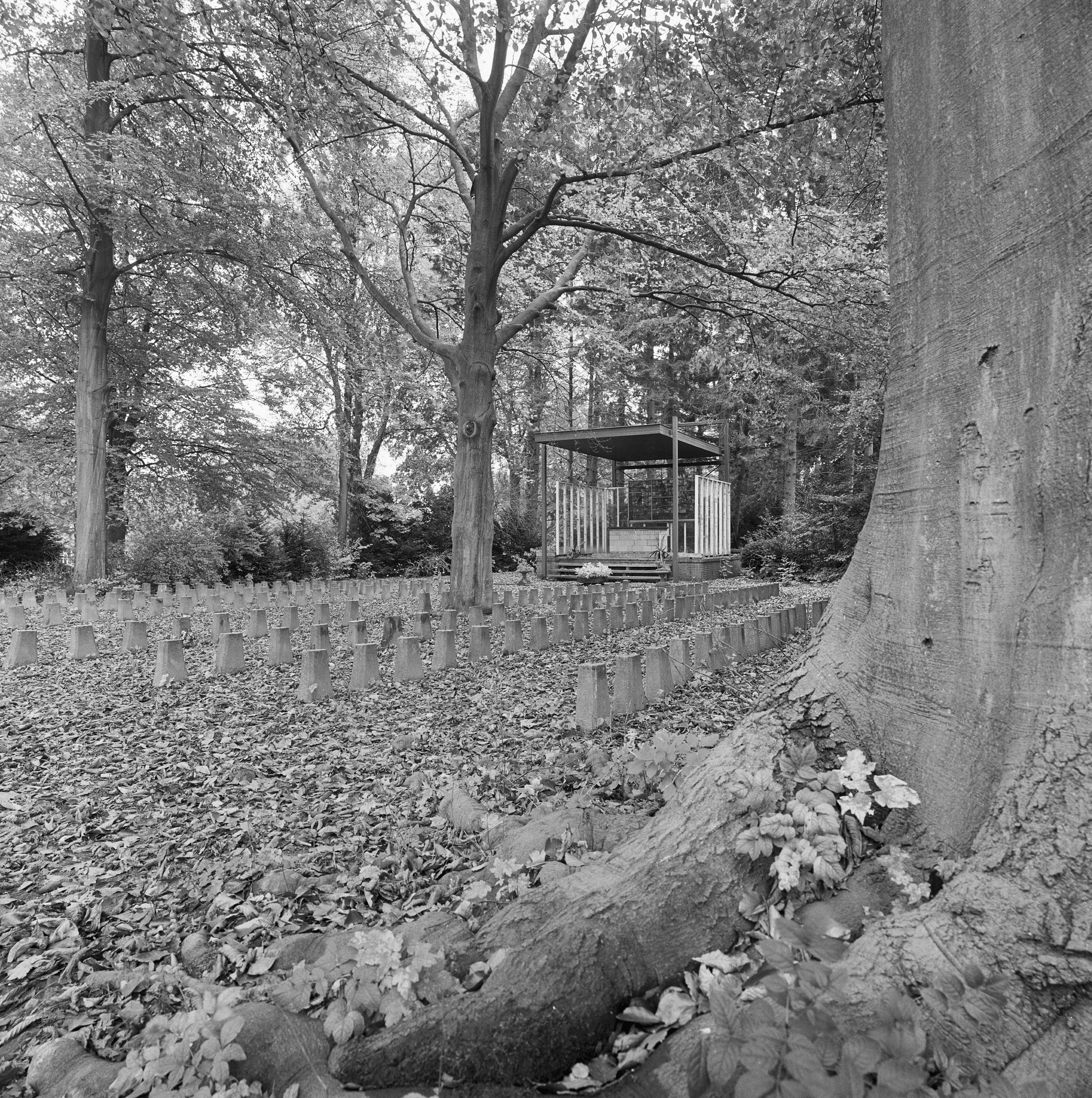
Openluchtkerk
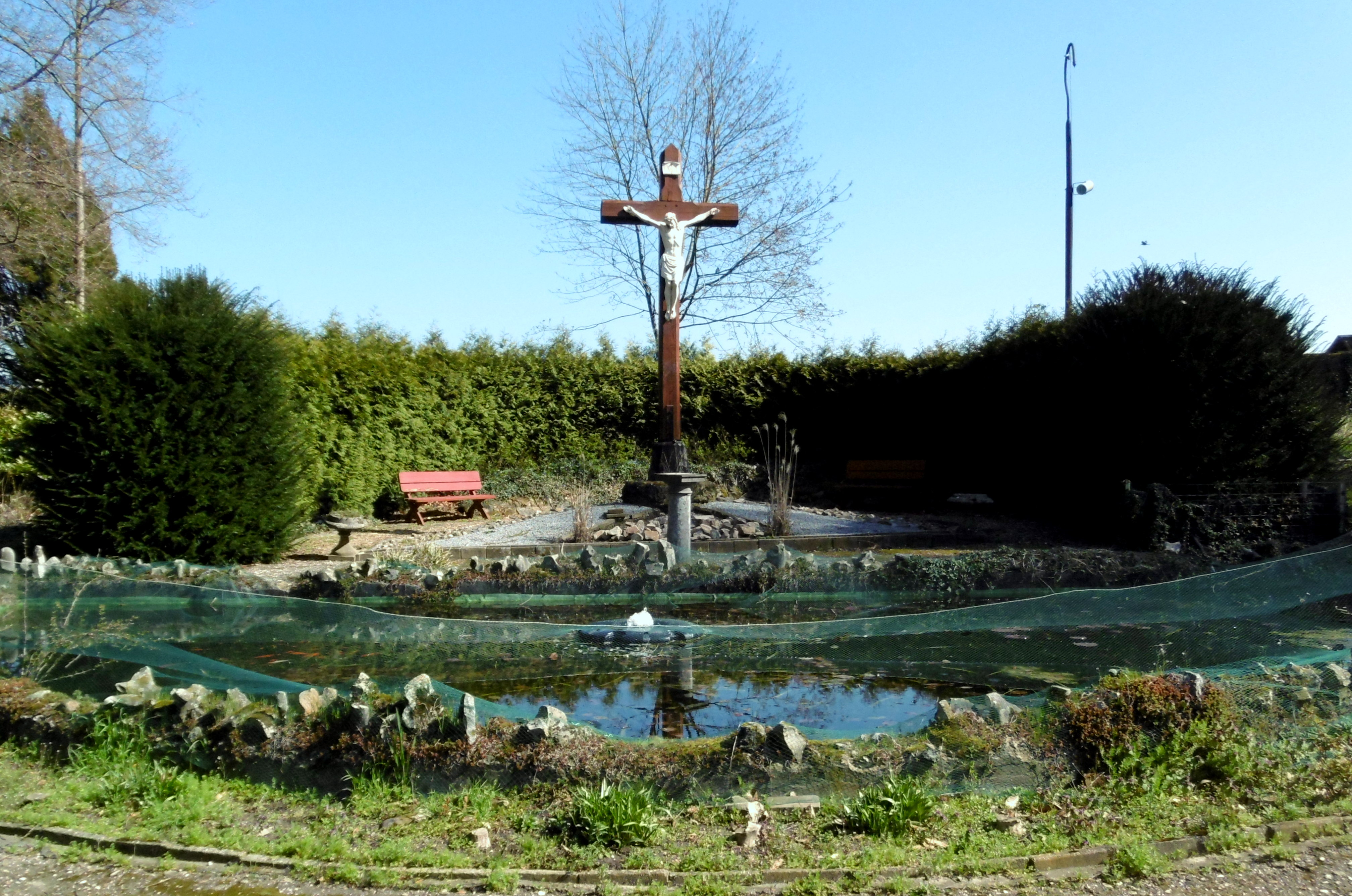
Vijver en kruisbeeld
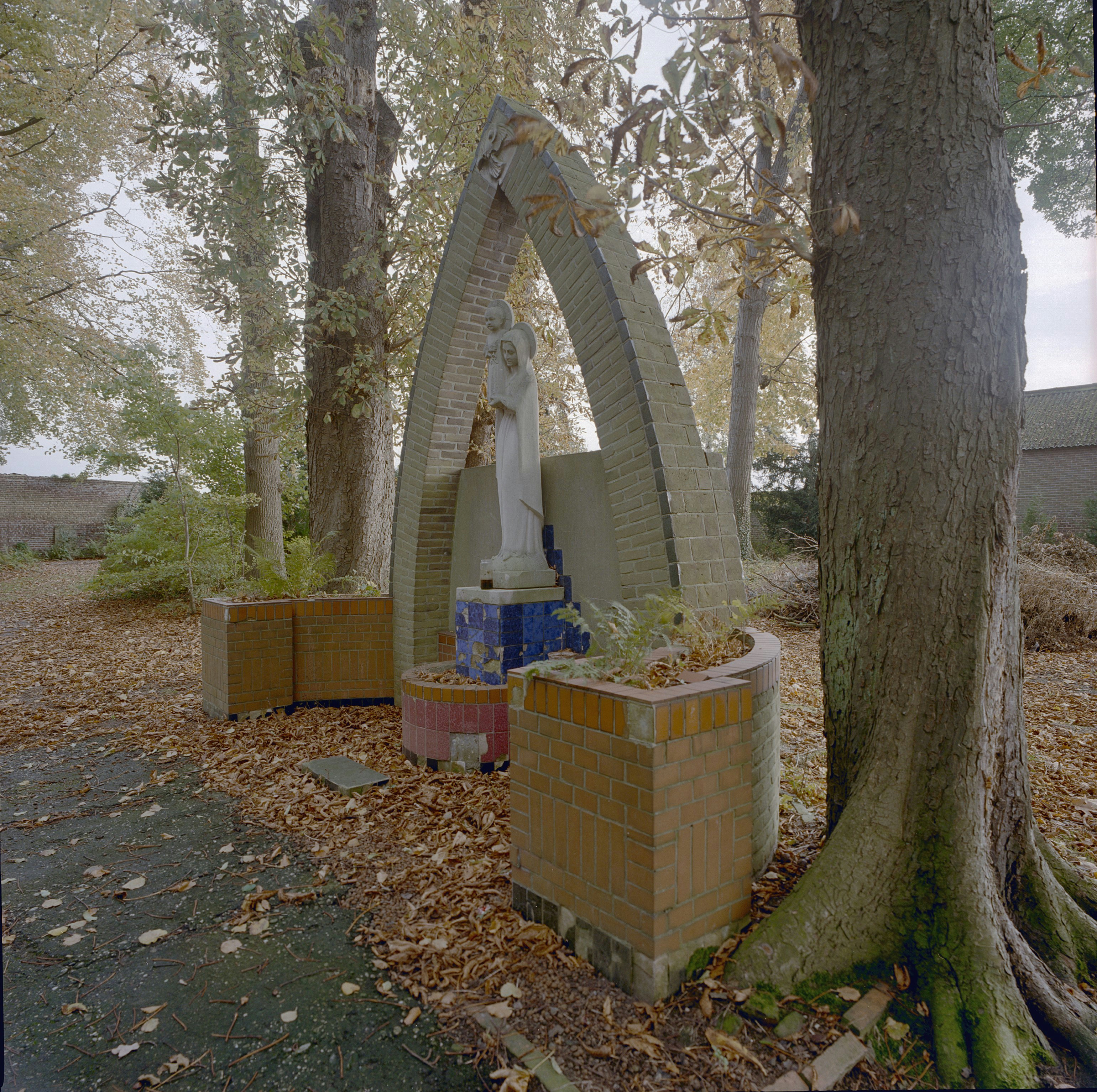
Mariabeeld
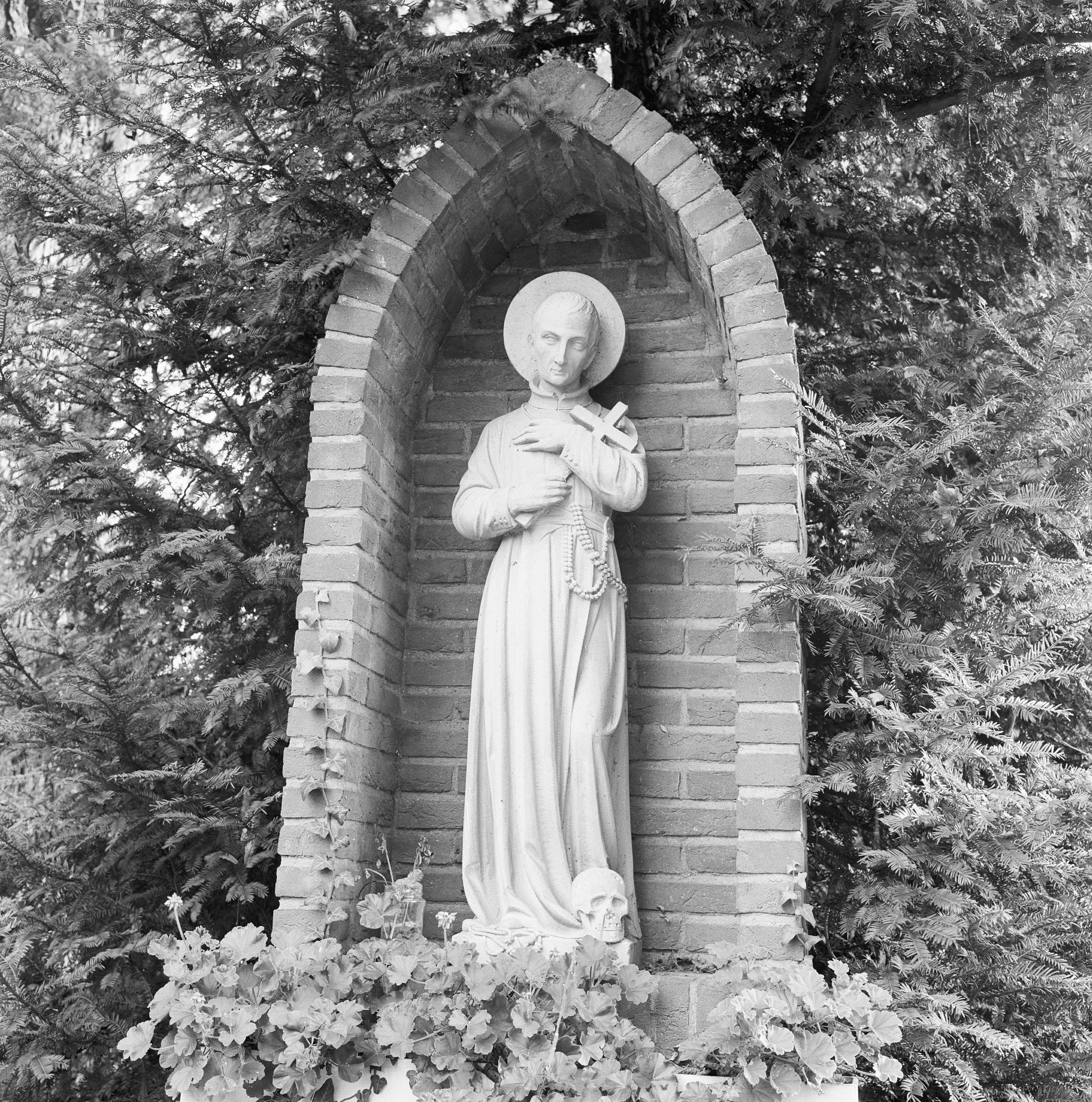
Beeld Sint-Gerardus
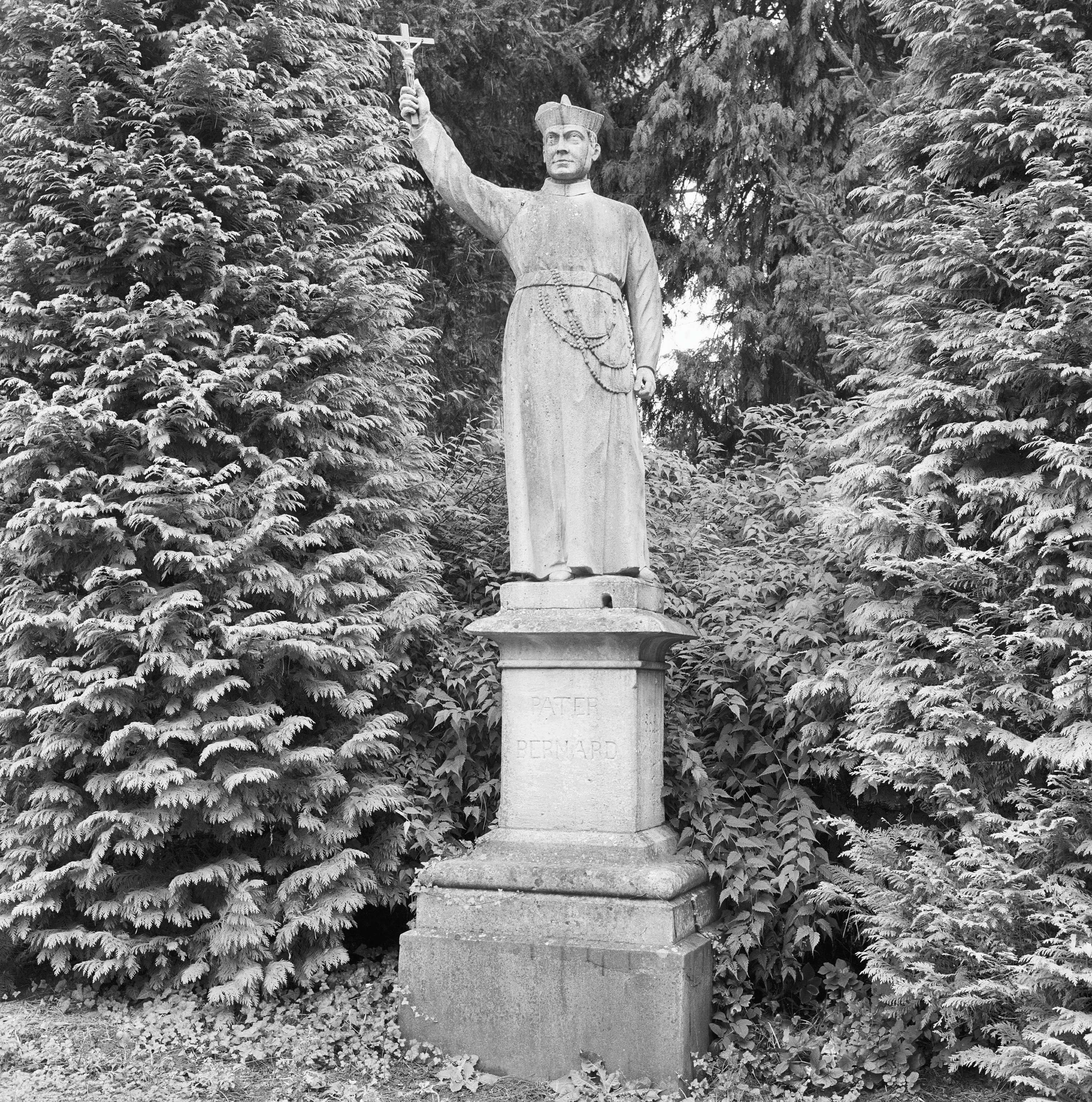
Beeld Bernard Hafkenscheid

### Interieur kerk en klooster
In de kloosterkerk, waarvan de inrichting nog deels in de stijl van de Luiks-Akense barok is, bevinden zich moderne gewelfschilderingen van Charles Eyck. De barokke gevel, met rijkversierd portaal, is in 1894 vervangen door de huidige, in een onduidelijke neostijl. De kerk werd omstreeks 1850 uitgebreid met een ronde koepelkapel. In de crypte, toegankelijk via een trap in de achtergevel van het klooster, is Willem Marinus van Rossum begraven, de eerste Nederlandse kardinaal na de Reformatie. Bijzonder is de overwelfde, neogotische bibliotheek met twee boven elkaar geplaatste galerijen, die door middel van spiltrappen met elkaar verbonden zijn. Deze bibliotheek behoort niet meer tot het bezit van de Redemptoristen sinds in 2020 een groot deel van het complex verkocht is aan een investeringsmaatschappij. 

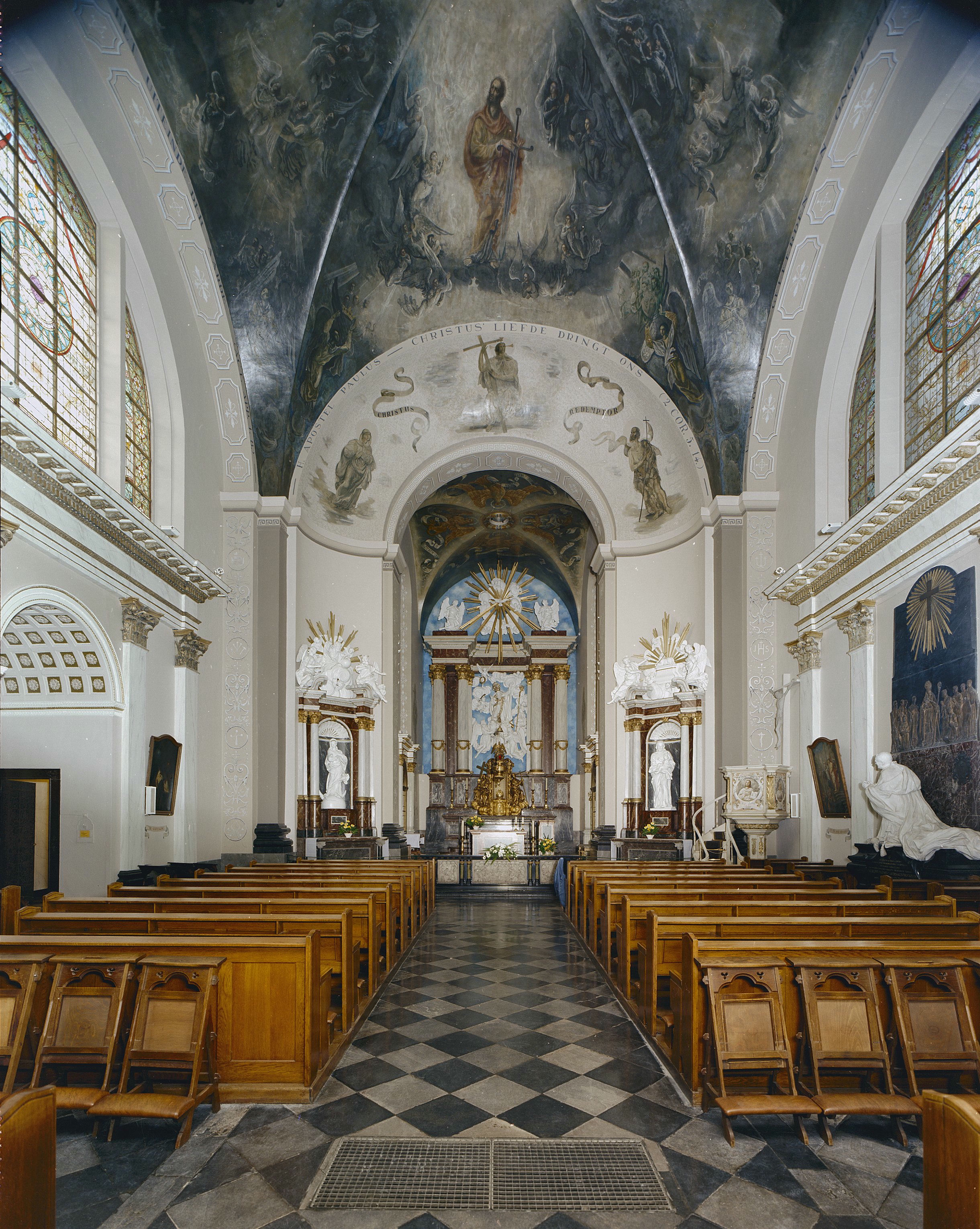
Interieur kloosterkerk
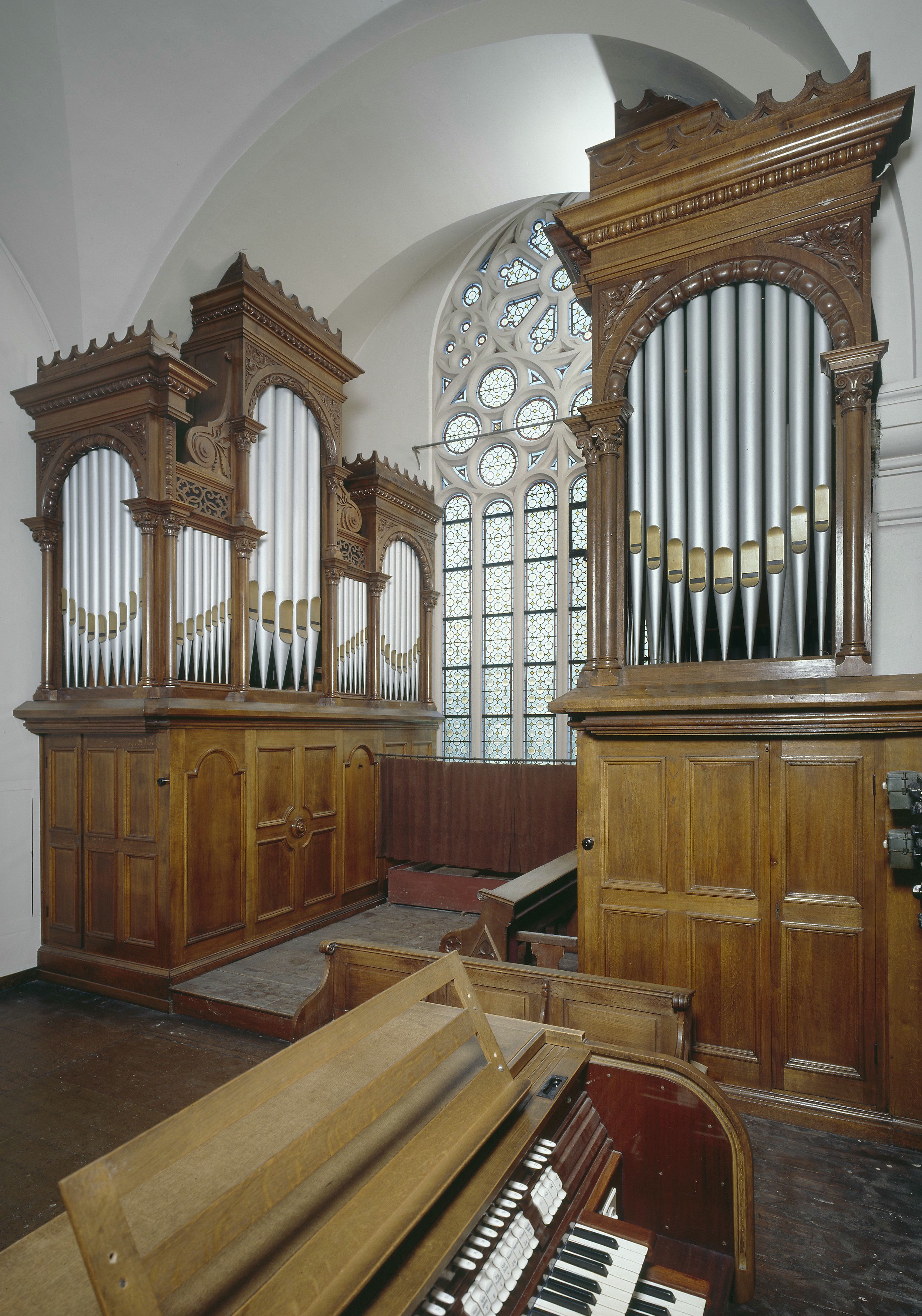
Orgeltribune kloosterkerk
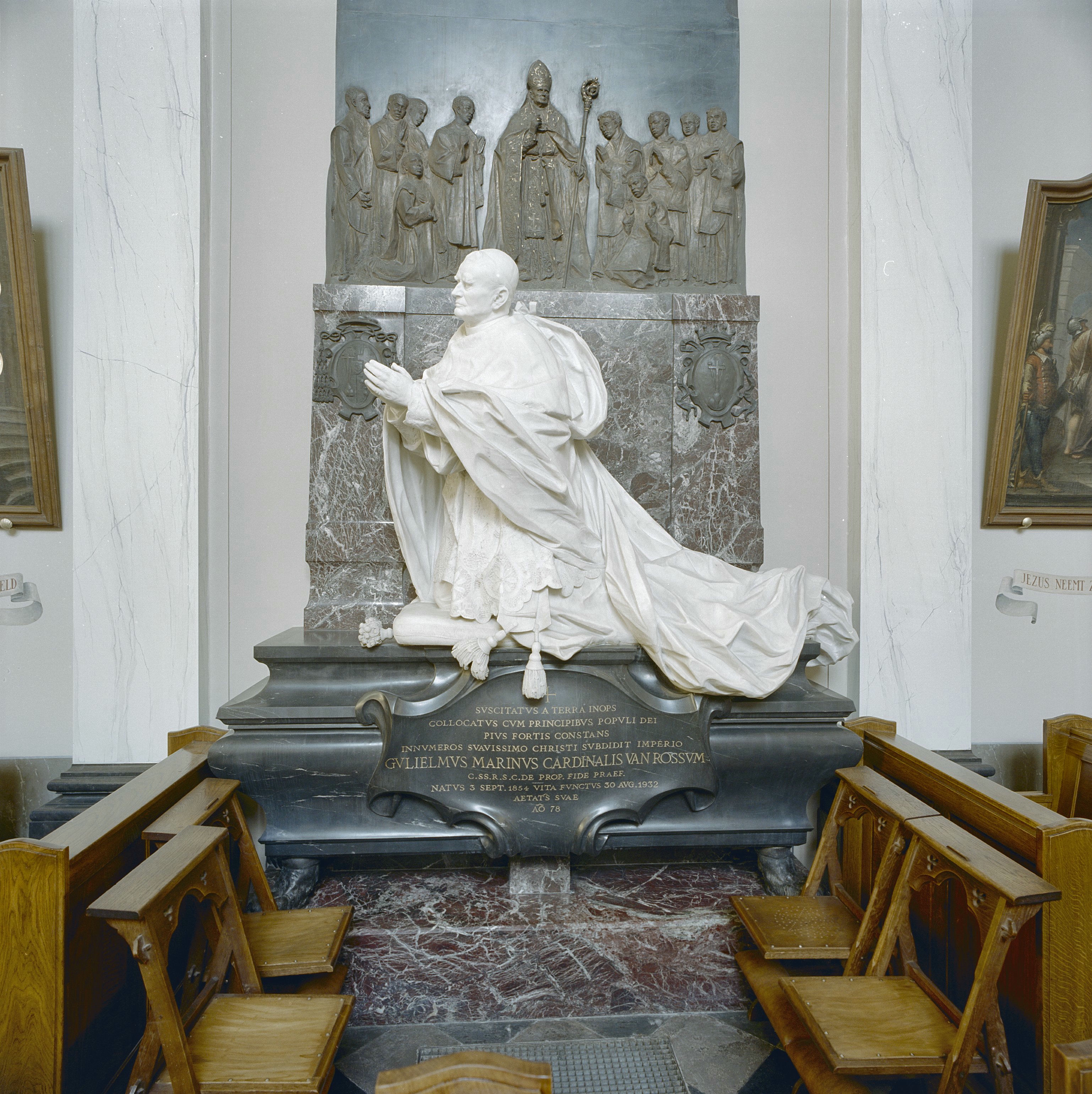
Praalgraf kardinaal Van Rossum
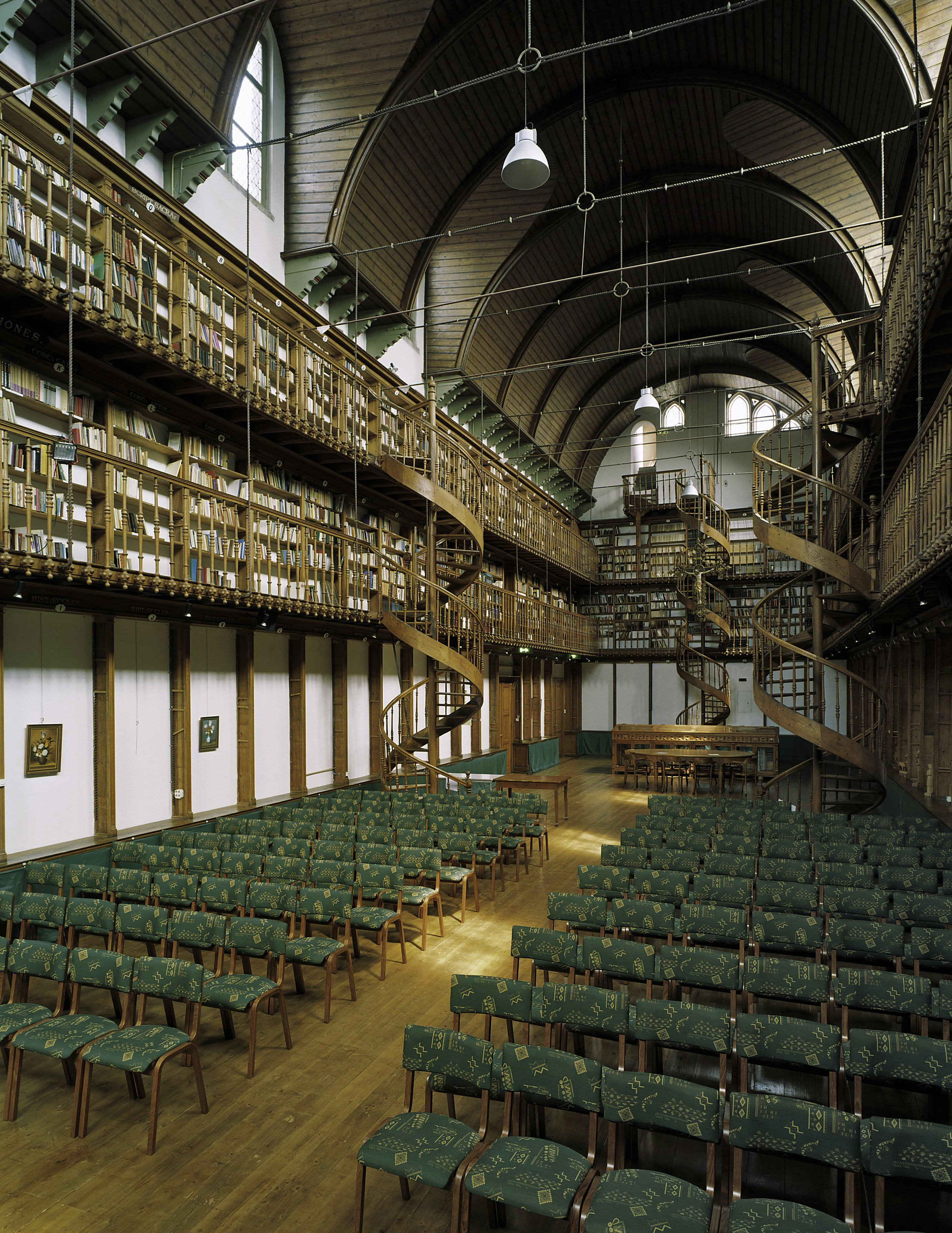
Kloosterbibliotheek